# La Chute de la Maison-Blanche
Ne doit pas être confondu avec White House Down.
Série La Chute de
La Chute de Londres
(2016)
Pour plus de détails, voir Fiche technique et Distribution.
La Chute de la Maison-Blanche ou Assaut sur la Maison-Blanche au Québec (Olympus Has Fallen) est un thriller d'action américain réalisé par Antoine Fuqua, sorti en 2013.
Le film met en vedette Gerard Butler, Aaron Eckhart, Morgan Freeman, Angela Bassett, Robert Forster, Cole Hauser, Ashley Judd, Melissa Leo, Dylan McDermott, Radha Mitchell et Rick Yune. L'intrigue représente un assaut de guérilla dirigé par la Corée du Nord contre la Maison-Blanche et se concentre sur les efforts de l'agent des services secrets américains en disgrâce, Mike Banning, pour sauver le président américain, Benjamin Asher.
Le film est sorti le 22 mars 2013. Il a gagné 170 millions de dollars contre un budget de production de 70 millions de dollars. Le film a reçu des notes mitigées de la part des critiques, qui ont loué la direction de Fuqua et la performance de Butler, mais ont critiqué la violence et le scénario. La Chute de la Maison-Blanche est l'un des deux films sortis en 2013 qui traitent d'une attaque terroriste contre la Maison-Blanche, l'autre étant White House Down.
Une suite, intitulée La Chute de Londres, est sortie le 4 mars 2016, les principaux acteurs reprenant leur rôle. Une autre suite, La Chute du Président, est sortie en 2019.

## Synopsis
Un soir de tempête de neige, le convoi présidentiel roule depuis Camp David quand la voiture présidentielle dérape lors du passage d'un pont et menace de tomber dans l'eau glacée. Mike Banning, l'agent en chef des services chargé de la protection rapprochée parvient à sortir de la voiture le président des États-Unis Benjamin Asher; mais il ne parvient pas à sauver la femme du président, Maggie, qui meurt sous les yeux de leur fils Connor. Banning est alors muté au département du Trésor, pour éviter au président de le voir à nouveau.
Dix-huit mois plus tard, une nouvelle crise secoue la péninsule coréenne. Le président Asher reçoit le Premier ministre sud-coréen Lee Tae-woo. Au cours de leur entretien, une attaque aérienne se produit au-dessus de Washington. Un commando terroriste nord-coréen parvient à prendre le contrôle de la Maison-Blanche en tuant tous les gardes du corps. Mike Banning réussit cependant à s'infiltrer discrètement dans le bâtiment. Il doit lutter seul contre les terroristes, qui souhaitent la réunification de la Corée sous la bannière du Nord et la destruction des États-Unis. Ils se sont retranchés dans le bunker présidentiel sous la Maison-Blanche en détenant le président, le vice-président, la secrétaire à la Défense et le chef d'État-major des armées.

## Fiche technique
- Titre original : Olympus Has Fallen
- Titre français : La Chute de la Maison-Blanche
- Titre québécois : Assaut sur la Maison-Blanche
- Réalisation : Antoine Fuqua
- Scénario : Katrin Benedikt et Creighton Rothenberger
- Musique : Trevor Morris
- Direction artistique : Karen Steward
- Décors : Derek R. Hill
- Costumes : Doug Hall
- Photographie : Conrad W. Hall et Robert Van Norden
- Son : Steve C. Aaron, Chris David, Daniel J. Leahy, Jon Vogl
- Montage : John Refoua
- Production : Gerard Butler, Antoine Fuqua, Ed Cathell III, Mark Gill, Danny Lerner et Alan Siegel

Production déléguée : Avi Lerner, Boaz Davidson, Danny Dimbort, Heidi Jo Markel, Trevor Short et John Thompson
Production associée : Danielle Robinson
Coproduction déléguée : Guy Avshalom, Will French, Zygi Kamasa, Christine Otal, Lonnie Ramati et Stephen Roberts
- Sociétés de production[1] : Nu Image, Sony Pictures Entertainment[2], West Coast Film Partners et G-BASE,
  - avec la participation de Millennium Films,
  - en collaboration avec FortyFour Studios
- Sociétés de distribution :
  - États-Unis : FilmDistrict
  - France : SND
  - Belgique : Kinepolis Film Distribution
- Budget : 70 millions de $[3]
- Pays d’origine : États-Unis
- Langues originales : anglais, coréen
- Format[4] : couleur (DeLuxe) - 35 mm / D-Cinema - 2,39:1 (Cinémascope) - son Dolby Digital | Datasat
- Genre : action, thriller
- Durée : 119 minutes
- Dates de sortie[5] :
  - France : 20 mars 2013
  - États-Unis, Québec[6] : 22 mars 2013
  - Belgique : 17 avril 2013
- Classification[7] :
  -  États-Unis : Interdit aux moins de 17 ans (certificat #48045) (R – Restricted) [Note 1].
  -  France : Interdit aux moins de 12 ans avec avertissement (visa d'exploitation no 136165 délivré le 19 mars 2013)[8],[2],[Note 2].
  -  Québec : 13 ans et plus (13+ / 13 years and over).
  -  Suisse : Interdit aux moins de 16 ans[9].

## Distribution
- Gerard Butler (V. F. : Boris Rehlinger ; V. Q. : Daniel Picard) : Mike Banning, agent du Secret Service
- Aaron Eckhart (V. F. : Constantin Pappas ; V. Q. : Pierre Auger) : Benjamin Asher, le président des États-Unis
- Morgan Freeman (V. F. : Benoît Allemane ; V. Q. : Guy Nadon) : Allan Trumbull, le président de la Chambre des représentants
- Rick Yune (V. F. : Stéphane Pouplard ; V. Q. : Maël Davan-Soulas) : Kang Yeonsak, leader des terroristes nord-coréens
- Angela Bassett (V. F. : Maïk Darah ; V. Q. : Claudine Chatel) : Lynne Jacobs, directrice du Secret Service
- Robert Forster (V.F. : Frédéric Cerdal ; V. Q. : Jean-Marie Moncelet) : général Edward Clegg, chef d'état-major de l'United States Army
- Finley Jacobsen (VQ : Godefroy Reding) : Connor Asher, fils du président
- Ashley Judd (V. F. : Marjorie Frantz ; VQ : Natalie Hamel-Roy) : Margaret Asher, première dame des États-Unis
- Radha Mitchell (V. F. : Rafaèle Moutier ; V. Q. : Camille Cyr-Desmarais) : Leah Banning
- Dylan McDermott (V. F. : Xavier Fagnon ; V. Q. : Thiéry Dubé) : Dave Forbes, ex-agent du Secret Service
- Phil Austin : Charlie Rodriguez, le vice-président des États-Unis
- Melissa Leo (V.F. : Caroline Beaune ; V. Q. : Chantal Baril) : Ruth McMillan, la secrétaire à la Défense
- James Ingersoll : l'amiral Joe Hoenig, chef d'État-major des armées
- Keong Sim (V. F. : Yann Guillemot ; VQ : Benoit Éthier) : Lee Tae-Woo, Premier ministre de la Corée du Sud
- Cole Hauser (V. F. : Frédéric Popovic ; VQ : Pierre-Étienne Rouillard) : l'agent Roma du Secret Service
- Malana Lea : Lim, hackeuse du groupe de Kang
- Sean O'Bryan (en) (VF : Thierry Kazazian ; VQ : Tristan Harvey) : Ray Monroe, directeur adjoint de la NSA
- Tory Kittles : l'agent Jones du Secret Service
- Elliott Grey (V. F. : Michel Voletti) : un assistant du FBI
- Han Soto : Dr. Guildes

Source et légende : Version française (V. F.) sur AlloDoublage et Voxofilm Version québécoise (V. Q.) sur Doublage Québec

## Accueil

### Accueil critique
Avis site Web agrégateur Rotten Tomatoes donne au film une note mitigé de 49 % basée sur 192 commentaires et une note moyenne pondérée de 5,38⁄10. Le consensus critique du site se lit comme suit : « C'est loin d'être original, mais La Chute de la Maison-Blanche bénéficie de la direction tendue d'Antoine Fuqua et de la solide performance de Gerard Butler, qui pourrait suffire aux junkies d'action ». Metacritic attribue au film une note moyenne pondérée de 41⁄100 basée sur 30 critiques, indiquant « des critiques mitigées ou moyennes ». Les spectateurs interrogés par CinemaScore ont attribué au film la note "A –" sur une échelle de A + à F.
Richard Roeper a comparé La Chute de la Maison-Blanche à la saga Die Hard pour avoir partagé le même style et le même élan, le qualifiant de « trop exagéré ». Il a donné un C au film.
L'accueil en France est plus modéré, le site Allociné propose une note moyenne de 2,8⁄5 à partir de l'interprétation de critiques provenant de 8 titres de presse.

### Box-office
| Pays ou région    | Box-office      | Date d'arrêt du box-office | Nombre de semaines |
| ----------------- | --------------- | -------------------------- | ------------------ |
| États-Unis Canada | 98 925 640 $    | 11 juillet 2013            | 16                 |
| France            | 334 159 entrées | -                          | -                  |
| Total mondial     | 170 270 201 $   | -                          | -                  |

## Distinctions
Entre 2013 et 2014, La Chute de la Maison-Blanche a été sélectionné 6 fois dans diverses catégories et a remporté 1 récompense.

### Récompenses
- Prix IGN du cinéma d'été 2013 (IGN Summer Movie Awards) : Prix IGN du public du Meilleur film d'action.

### Nominations
- Association des critiques de films de Washington DC 2013 : Nommé au Prix Joe Barber de la meilleure représentation de Washington DC.
- Prix BET 2013 : Meilleure actrice pour Angela Bassett.
- Prix IGN du cinéma d'été 2013 (IGN Summer Movie Awards) : nommé au Prix IGN du Meilleur film d'action.
- Société des critiques de cinéma de Houston 2013 : Pire film.
- Festival du film noir d'Acapulco 2014 (Acapulco Black Film Festival) : Meilleur réalisateur pour Antoine Fuqua.

## Editions en vidéo
- La Chute de la Maison-Blanche est sorti chez M6 Vidéo[1] en : 
  - DVD le 24 juillet 2013[18],
  - combo DVD / Blu-ray le 24 juillet 2013 (Édition boîtier SteelBook)[19],
  - Blu-ray le 8 novembre 2013[20].
  - VOD le 24 juillet 2013[2].